# Anatexia
Anatexia (do grego clássico "fundir", via latim) designa o processo de fusão parcial das rochas, sendo tradicionalmente usado especificamente para descrever a fusão parcial de rochas crustais, enquanto o termo genérico "fusão parcial" se refere à fusão parcial de todas as rochas, tanto na crosta quanto na manto. A anatexia pode ocorrer numa grande variedade de ambientes geológicos, desde zonas de colisão continental até às dorsais oceânicas. Acredita-se que a anatexia seja em grande parte responsável pela formação dos migmatitos. Além disso, estudos recentes mostram que a fusão parcial desempenha um papel importante nos processos crustais ativos, incluindo o avanço da deformação ativa e a intrusão de granitos crustais. Como resultado, a retroação ativa entre deformação crustal, fusão e intrusão de granito tornou-se no modelo mais consensual para explicar fenómenos de larga escala envolvendo a fusão fracionada do manto em batólitos graníticos e plutões. Evidências deste mecanismo podem ser encontradas nas assinaturas físicas, mineralógicas e isotópicas de múltiplos granitos.

## Descrição
A quantidade e a composição dos materiais em fusão parcial provavelmente varia localmente, refletindo a heterogeneidade da composição da crosta terrestre. A anatexia crustal não está restrita a um único ambiente tectónico, mas é controlada por quatro parâmetros principais: temperatura, pressão, conteúdo em matérias voláteis da rocha e tipo e composição da rocha. Estes parâmetros são altamente variáveis e dependem da profundidade, espessura da crosta e variações locais do gradiente geotérmico da Terra. Uma análise dos efeitos dos parâmetros controladores atrás apontados, que determinam efetivamenente a extensão e tipo da anatexia, conduz às seguintes conclusões:
- Temperatura — Para induzir a fusão parcial das rochas da crosta, a temperatura tem de aumentar acima da normal variação geotérmica.[2][7] Possíveis fontes de calor incluem o calor primordial originário do núcleo da Terra, bem como o decaimento de elementos radioativos.[7] Esse calor é distribuído pela crosta terrestre por vários processos diferentes, incluindo radiação, condução, convecção e advecção.[7] A instalação de intrusões magmáticas também é frequentemente associada a aumentos locais de temperatura.[2][7] Se o aumento da temperatura for suficiente, isso pode levar ao derretimento parcial de rochas secundárias adjacentes.[7] Se ocorrer fusão parcial, o grau de fusão é controlado pela quantidade de calor disponível no corpo magmático.[7]
- Pressão — Abaixo da superfície da Terra, a pressão aumenta com a profundidade devido ao acúmulo de rocha sobrejacente.[7] Numa determinada temperatura, uma diminuição na pressão pode resultar em fusão localizado.[7] A fusão causado por uma queda na pressão é referido como fusão por descompressão.[8] A fusão por descompressão pode ocorrer em porções espessas da crosta terrestre e pode ser o resultado de uma variedade de processos, incluindo erosão, desnudação tectónica e adelgaçamento litosférico.[8]
- Conteúdo em matérias voláteis — A quantidade de água disponível no sistema desempenha um papel importante no controlo do grau de fusão a uma determinada temperatura.[2][7] A baixa disponibilidade de água em geral impede a fusão parcial.[1] Além disso, o grau de saturação de água de um sistema afeta a composição de qualquer fusão gerada.[1] A água pode ser derivada de uma variedade de fontes, incluindo de rochas circundantes (água dos poros) ou da decomposição de minerais hidratados (por exemplo, micas, anfíbolas).[2] As reações de fusão envolvendo água libertada de minerais hidratados são muitas vezes referidas como reações de «fusão por desidratação» ou «reações por ausência de vapor» (vapour-absent reactions).[1][2] Com o tempo, as reações de fusão por desidratação acabam por consumir todas as fases hidratadas existentes na rocha, o que significa que a quantidade de fusão gerada por essas reações é controlada pela abundância e estabilidade das fases hidratadas específicas presentes.[2] Dependendo da configuração tectónica, a água também pode ser introduzido no sistema através da desidratação de uma placa oceânica hidratada em subducção ou pela presença de uma placa magmática inferior (underplating) rica em água.[2]
- Tipo e composição da rocha — A composição da rocha-mãe tem um efeito direto na composição da fusão resultante.[2] As fusões graníticas são em geral classificadas com base na natureza de sua rocha-mãe.[2] Um dos esquemas de classificação mais populares para granitos foi introduzido pela primeira vez por White e Chappell em 1974.[2] Este esquema de classificação agrupa os granitos consoante sejam o resultado da fusão de rochas sedimentares (granitos do tipo S) ou da fusão de rochas ígneas (granitos do tipo I).[9] Essa diferença genética é refletida na assinatura geoquímica dos próprios materiais de fusão.[2]

## Anatexia crustal sintectónica
Onde a fusão parcial está associada à tectónica regional e a tensões diferenciais na crosta terrestre, a produção de fusão cria instabilidades nos espaços porosos e, eventualmente, ao longo dos limites de grãos que localizam a tensão em zonas de deformação em escala crustal. Essas zonas promovem fluxo de materiais de fusão para fora do sistema anatético como um mecanismo para acomodar a tensão, o que, por sua vez, promove mais fusão parcial. O ciclo de retroação que se desenvolve entre o avanço da deformação e a fusão parcial é referido como «anatexia crustal sintectónica«. Os migmatitos anatéticos sintectÓnicos na região de Wadi Hafafit, no Deserto Oriental do Egito, como parte do Escudo Núbio, são um bom exemplo de tais fusões crustais.

### Segregação dos produtos de fusão
A segregação dos produtos de fusão graníticos em relação aos seus sólidos residuais começa com o início da fusão parcial ao longo dos contornos dos grãos dos minerais reagentes, ou seja, as fases ferromagnesianas de micas e anfíbolas. Tais reações produzem grandes variações positivas de volume no interior do sistema metamórfico causando um aumento da fragilização da fração sólida que fica mais quebradiça devido à fusão dos materiais circundantes. Essa fragilização, a que se junta o efeito de uma fração de fusão crescente, altera os mecanismos de deformação que atuam entre os grãos e diminui significativamente a resistência da rocha. Os poros preenchidos por materais em fusão eventualmente coalescem, o que acelera o fluxo de fusão paralelo à linha de alongamento dos grãos (ou ao longo dos planos de foliação).
Quando uma rocha funde parcialmente e começa a fluir, a sua reologia muda significativamente. Tais mudanças localizarão a tensão criada pela tectónica regional e de acordo com Princípio de Le Chatelier, o sistema responde concentrando a fusão em zonas de dilatação (pressão mais baixa), desse modo segregando o material fundido em relação à sua fonte anatética à escala local. Onde esse processo ocorreu e foi preservado no registo rochoso, pode-se esperar ver camadas macroscópicas ricas em material fundido (leucossomos) e camadas sólidas residuais macroscópicas (melanossomos). Essas camadas geralmente serão orientadas paralelamente ao tecido da rocha hospedeira. À medida que a quantidade de fusão acumulada na rocha circundante aumenta, o processo de fusão parcial migra para mais longe da sua fonte, movendo-se em direção a estruturas transversais crescentes, como as fraturas de fragilização mencionadas acima. Eventualmente, tal leva à formação e desenvolvimento de uma rede de acumulação interconectada.

### Intrusão
Quando o transporte de materiais de fusão ocorre em escalas maiores, a anatexia pode levar à ascensão e intrusão de grandes corpos graníticos na crosta superior. Esta transição é geralmente marcada pela mudança de migração de fusão impulsionada por deformação para migração de fusão impulsionada por flutuabilidade. Esta etapa final do processo de extração requer um equilíbrio ideal entre a fração fundida e a distribuição da fusão na rocha local.
A ascensão deste magma, embora anteriormente se pensasse ter ocorrido sob a forma de grandes corpos, flutuantes e de ascensão lenta, presentemente é consensualmente atribuída a condutos estreitos de movimento rápido e diques autopropagantes. Estes modelos de movimentos mais rápido superaram os principais problemas térmicos e mecânicos inexplicados que caraterizavam as teorias mais antigas, bem como permitem uma nova abordagem ao clássico problema do granito e aos mecanismos determinanres do vulcanismo félsico com origem próxima da superfície. À medida que o fluxo de magma ascendente muda de vertical para horizontal, a intrusão é iniciada. Esse processo é episódico e controlado tanto pela tectónica regional enquadrante quanto pelas estruturas rochosas bloquantes geradas pela intrusão, permitindo que o plutão se desloque, expandindo-se lateralmente e engrossando verticalmente. Os migmatitos anatéticos sintectónicos na região de Hafafit fornecem um exemplo da estreita relação entre orogenia (tectónica), metamorfismo e geração e intrusão de granito.